# Колдуэлл Гребнер, Кэрол
Кэрол Колдуэлл (англ. Carole Caldwell, в замужестве Гребнер, Graebner; 24 июня 1943, Питтсбург — 11 ноября 2008, Нью-Йорк) — американская теннисистка, спортивный комментатор и функционер. Победительница двух турниров Большого шлема в женском парном разряде, чемпионка Панамериканских игр (1963) в женском парном разряде, финалистка чемпионата США (1964) в одиночном разряде, двукратная обладательница Кубка Федерации в составе сборной США. После окончания игровой карьеры занимала различные посты в Ассоциации тенниса Соединённых Штатов.

## Биография
Родилась в 1943 году в Питтсбурге, единственный ребёнок в семье. Выросла в Санта-Монике (Калифорния). Начала играть в теннис в раннем детстве найденным мячом и самодельной деревянной ракеткой, первую настоящую ракетку (ценой 2 доллара) девочке подарил дед на 10-летие. С 11 лет участвовала в молодёжных турнирах.
Основой стиля Колдуэлл стала игра с задней линии, однако она также демонстрировала хорошую игру у сетки. Выступала как любитель, работая в универмаге JCPenney и The Beverly Hills Hotel. Впервые сыграла в чемпионате США в 1959 году, проиграв в первом круге. В 1961 году вошла в число 10 лучших теннисисток США согласно внутреннему рейтингу Ассоциации лаун-тенниса Соединённых Штатов (USLTA) и оставалась в ней ежегодно до 1965 года (вернувшись ещё раз в 1967 году). С 1963 года представляла США в международных соревнованиях среди национальных сборных — Кубке Уайтмен и Кубке Федерации. В общей сложности пять раз играла в Кубке Уайтмен (1963—1965, 1967, 1971 — в последний год как играющий капитан), каждый раз одерживая командную победу; одержала 2 победы без поражений в одиночном разряде и 2 победы при 2 поражениях в парном. В Кубке Федерации представляла сборную США в 1963, 1965 и 1966 годах, дважды завоевав этот трофей. В одиночном разряде выиграла 2 встречи при 1 поражении, в парном разряде — 9 побед при 1 поражении.
В 1962 году за собственные средства впервые поехала в Англию на Уимблдонский турнир. В 1963 году представляла США на Панамериканских играх в Бразилии и завоевала чемпионское звание в паре с Дарлин Хард. В 1964 году Колдуэлл вышла замуж за одного из ведущих теннисистов-любителей США Кларка Гребнера и в дальнейшем выступала под двойной фамилией или под фамилией мужа. Позже в том же году она пробилась в финал чемпионата США в одиночном разряде, где проиграла Марии Буэно со счётом 6:1, 6:0. Это было самое крупное поражение в истории женских финалов чемпионата США с 1884 года, когда Эллен Ханселл с таким же счётом обыграла Лору Найт. По итогам года Кэрол Гребнер заняла третье место в рейтинге USLTA и четвёртое — в рейтинге сильнейших теннисисток мира, составляемом газетой Daily Telegraph.
На следующий год в паре с Нэнси Ричи Гребнер выиграла чемпионат США в женском парном разряде, второй год подряд заняв третье место во внутреннем американском рейтинге. В начале 1966 года они с Ричи выиграли также чемпионат Австралии, и эти две победы позволили им некоторое время считаться сильнейшей парой мира. Позже Гребнер сократила объём выступлений, чтобы заняться воспитанием двух детей. С 1967 по 1976 год она работала спортивным комментатором на радио и телевидении, а в 1970 году занимала должность неиграющего капитана сборной США в Кубке Федерации. При этом она не прекращала игровую карьеру полностью и, в частности, в 1974 году выступала в профессиональной лиге World Team Tennis за клуб Кливленда, где её муж был играющим тренером. В это время, однако, их брак распался и в ходе бракоразводного процесса Кэрол обменяли в «Питтсбург».
С 1976 года входила в состав редакции журнала Tennis Week, где занимала посты вице-президента и директора национального отдела рекламы. В 1980-е и 1990-е годы была функционером USTA, где с 1985 по 1987 год занимала должность вице-председателя комитета по Кубку Уайтмен, а начиная с 1987 года — председателя комитета по Кубку Федерации. Сыграла ключевую роль в привлечении к выступлениям за сборную США Моники Селеш, Линдсей Дэвенпорт и Дженнифер Каприати. Скончалась в Нью-Йорке в 2008 году в возрасте 65 лет после рецидива рака, оставив после себя дочь и сына.
Достижения Кэрол Колдуэлл Гребнер в теннисе были отмечены включением в списки Восточного зала теннисной славы в 1992 году и в списки Зала славы женского студенческого тенниса в 1997 году

## Финалы турниров Большого шлема за карьеру

### Одиночный разряд (0-1)
| Результат | Год  | Турнир        | Покрытие | Соперница в финале | Счёт в финале |
| --------- | ---- | ------------- | -------- | ------------------ | ------------- |
| Поражение | 1964 | Чемпионат США | Трава    | Мария Буэно        | 1-6, 0-6      |

### Женский парный разряд (2-0)
| Результат | Год  | Турнир              | Покрытие | Партнёрша  | Соперницы в финале              | Счёт в финале |
| --------- | ---- | ------------------- | -------- | ---------- | ------------------------------- | ------------- |
| Победа    | 1965 | Чемпионат США       | Трава    | Нэнси Ричи | Билли Джин Моффитт Карен Сасман | 6-4, 6-4      |
| Победа    | 1966 | Чемпионат Австралии | Трава    | Нэнси Ричи | Маргарет Смит Лесли Тёрнер      | 6-4, 7-5      |

## Финалы Кубка Федерации за карьеру (1-2)
| Результат | Год  | Место проведения       | Покрытие | Команда                                  | Соперницы в финале                       | Счёт |
| --------- | ---- | ---------------------- | -------- | ---------------------------------------- | ---------------------------------------- | ---- |
| Победа    | 1963 | Лондон, Великобритания | Трава    | США не играла в финале                   | Австралия                                | 2:1  |
| Поражение | 1965 | Мельбурн, Австралия    | Трава    | США К. Гребнер, Б. Дж. Моффитт           | Австралия М. Смит, Дж. Тегарт, Л. Тёрнер | 1:2  |
| Победа    | 1966 | Турин, Италия          | Грунт    | США К. Гребнер, Б. Дж. Кинг, Дж. Хелдман | ФРГ Э. Будинг, Х. Ниссен, Х. Хосль       | 3:0  |